# Bruce Mouat
Bruce Mouat est un curleur britannique, né le 27 août 1994 à Edimbourg.

## Palmarès

### Jeux olympiques
- Pékin 2022
  -  médaille d'argent[1]